# Mihail Afanaszjevics Bulgakov
Mihail Afanaszjevics Bulgakov (oroszul: Михаил Афанасьевич Булгаков) (Kijev, Orosz Birodalom, 1891. május 15. – Moszkva, Szovjetunió, 1940. március 10.) orosz származású szovjet orvos, író, drámaíró, az orosz- és a világirodalom egyik legnagyobb szatirikus alkotója.

## Élete

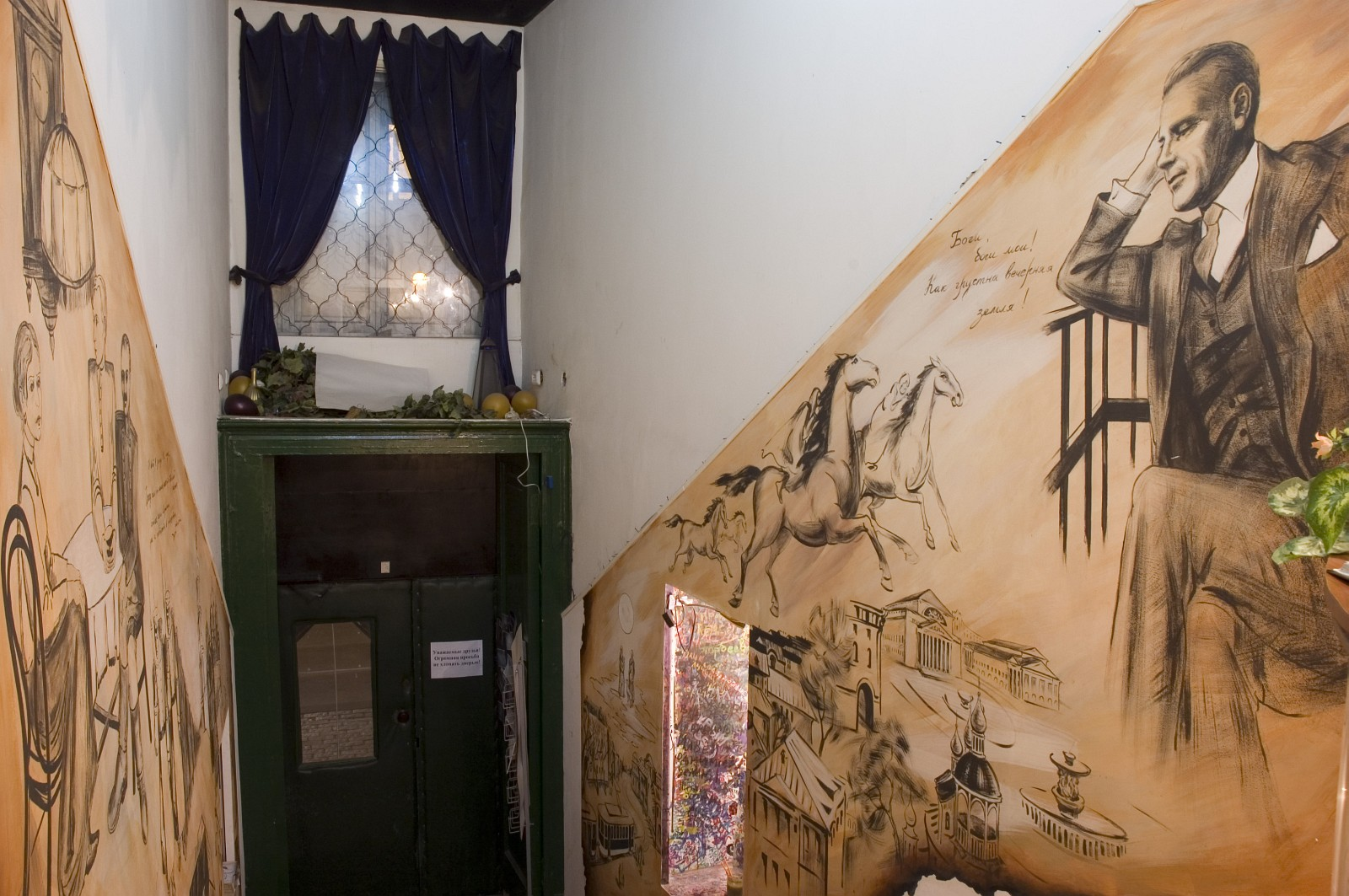
Bulgakov Múzeum Moszkvában

Mihail Bulgakov, a kijevi hittudományi főiskola professzorának fia, 1909-ben, a gimnázium elvégzése után beiratkozott a kijevi egyetem orvostudományi szakára. 1916-ban lediplomázott és Szmolenszk vidékén fogadott el egy állást, mielőtt Vjazmában kezdett volna praktizálni. 1913-ban elvette feleségül Tatyjana Nyikolajevna Lappát.
Az oroszországi polgárháború idején, 1919 februárjában Bulgakovot mint orvost behívták az Ukrán Népköztársaság hadseregébe. Rövid idő múlva dezertált, de sikerült ugyanezen a poszton bejutnia a Vörös Hadseregbe, legvégül pedig a dél-orosz Fehér Gárdához ment. Egy ideig Csecsenföldön volt a kozákoknál, majd Vlagyikavkazba került. 1921 októberének végén Bulgakov Moszkvába költözött és több újságnak (Gudok, Rabocsij) és folyóiratnak (Rosszija, Vozrozsgyenyije) is dolgozott. Ekkoriban kezdett kisebb prózadarabokat publikálni egy Berlinben megjelenő emigráns lap hasábjain. 1922 és 1926 között a Gudok több mint 120 tudósítását és esszéjét közölte le. 1923-ban Bulgakov belépett az oroszországi írószövetségbe.
Ljubov Jevgenyjevna Belozerszkaját 1924-ben ismerte meg és egy évvel később feleségül is vette. 1928-ban beutazták a Kaukázust, Tiflisz (Tbiliszi), Batumi, Vlagyikavkaz és Gudermesz városát is felkeresve. Ugyanebben az évben tartották a Bíbor sziget bemutatóját Moszkvában. A Mester és Margarita első elképzelései ekkortájt születtek meg. 1932-ben harmadszorra is megnősült, feleségül véve az 1929-ben megismert Jelena Szergejevna Silovszkaját.
1930 után Bulgakov művei nem kaptak nyilvánosságot, darabjai (többek között a Menekülés, Bíbor sziget, A Turbin család napjai) eltűntek a színházak programjáról. Párizsban élő bátyjának címzett leveleiben csalódottan panaszkodott e számára hálátlan helyzetről és nehéz anyagi helyzetéről. Ugyanekkor nyílt kéréssel fordult a Szovjetunió vezetéséhez, hogy vagy tegyék lehetővé emigrációját, vagy adjanak neki munkát mint rendező-asszisztens a Csehov nevét viselő Moszkvai Művészszínházban (Московский художественный театр им. Чехова). Sztálin maga hívta fel Bulgakovot, és ígért neki segítséget, így az író előbb a munkásifjúság központi színházában, majd 1936-ig a Művészszínházban tevékenykedett mint rendezőasszisztens. 1932-ben közreműködött Gogol Holt lelkek című darabjának színpadra vitelében. 1936 után a Moszkvai Nagyszínházban mint szövegkönyvíró és fordító dolgozott.
1939-ben megírta a Ráhel opera (Рашель) szövegkönyvét és egy Sztálinról szóló darabon (Batum, Батум) is dolgozott. Bulgakov műveit reményei ellenére továbbra sem hozhatta nyilvánosságra, és nem is mutathatta be őket. Egészségi állapota rohamosan romlott. Az orvosok magas vérnyomásból adódó vesebetegséget diagnosztizáltak nála. Halálos ágyán diktálta feleségének A Mester és Margarita utolsó változatát. 1940 februárjától barátai és rokonai őrizték betegágyát. Az író március 10-én halt meg. Egy nappal később a szovjet írószövetség épületében megemlékezést tartottak, amely előtt Szergej Merkurov szobrász levette arclenyomatát a halotti maszkhoz.
A 3469 Bulgakov aszteroida az íróról kapta nevét.

## Irodalmi tevékenysége
Bulgakov keserűen rosszalló és groteszk leírása az akkor születőben lévő Szovjetunió hétköznapjairól gyakran fantasztikus és abszurd vonásokat tartalmazott – ez az orosz nyelvű irodalomban Gogol óta a társadalomkritika gyakran alkalmazott eszköze. Sok műve a szigorú sztálinista cenzúra áldozata lett, ezeket csak sok évvel a halála után ismerhette meg az olvasóközönség. A Kutyaszív már 1925-ben kész volt, a Szovjetunióban 1987-ben nyomtatták ki először.
Legismertebb, világhírű művét, A Mester és Margaritát haláláig írta, de csak 1966–67-ben jelenhetett meg (csonkítva).
Bulgakov több művét is megfilmesítették. A Mester és Margaritának- egy tv-játék- és négy filmváltozata van, egyet jelenleg (2023) is forgatnak Oroszországban. A fehér gárda és az Iván Vasziljevics (Halló, itt Iván cár! címmel), Kutyaszív (ugyanezzel a címmel). Magyarországon Várkonyi Gábor rendezése alatt az írása alapján egy tévédrámát készítettek 1977-ben Boldogság cím alatt, illetve Szirtes András készített különleges, dokumentum-alapú művészfilmet A Mester és Margarita, valamint Bulgakov élete alapján Forradalom után címmel 1988–1989-ben.

## Művei

### Regények, elbeszélések
- Csicsikov kalandjai (Похождения Чичикова, 1922), novella (költemény)
- A 13-as számú ház (№ 13. / Дом Эльпит-Рабкоммуна, 1922), novella
- A fehér gárda (Белая гвардия (1922–1924), regény
- Ördögösdi (Дьяволиада, 1923), kisregény
- Feljegyzések a mandzsettán (Jegyzetek a kézelőn) (Записки на манжетах (1923), tárcanovellák
- Végzetes tojások (Роковые яйца, 1924), kisregény
- Ünnep szifilisszel (Праздник с сифилисом, 1925), novella
- Egy fiatal orvos feljegyzései (Записки юного врача), novellafüzér[14]
  - Acéltorok (Стальное горло, 1925), kisregény
  - Kakasmintás törülköző (Полотенце с петухом, 1925), novella
  - Tűzkeresztség szülészetből (Крещение поворотом, 1925), novella
  - Hóvihar, (Вьюга (1925), kisregény
  - Egyiptomi sötétség (Тьма египетская, 1925), novella
  - Az elveszett szem (Пропавший глаз, 1925), novella
  - Foltmiriád (Csillagmiriád) (Звёздная сыпь 1925), novella
  - Morfium (Морфий 1926), elbeszélés
  - Én öltem (Я убил, 1926), novella
- Kutyaszív (Собачье сердце, 1925), kisregény
- Színházi regény (Театральный роман, 1936–1937), kisregény
- A Mester és Margarita (Мастер и Маргарита, 1928–1940), regény

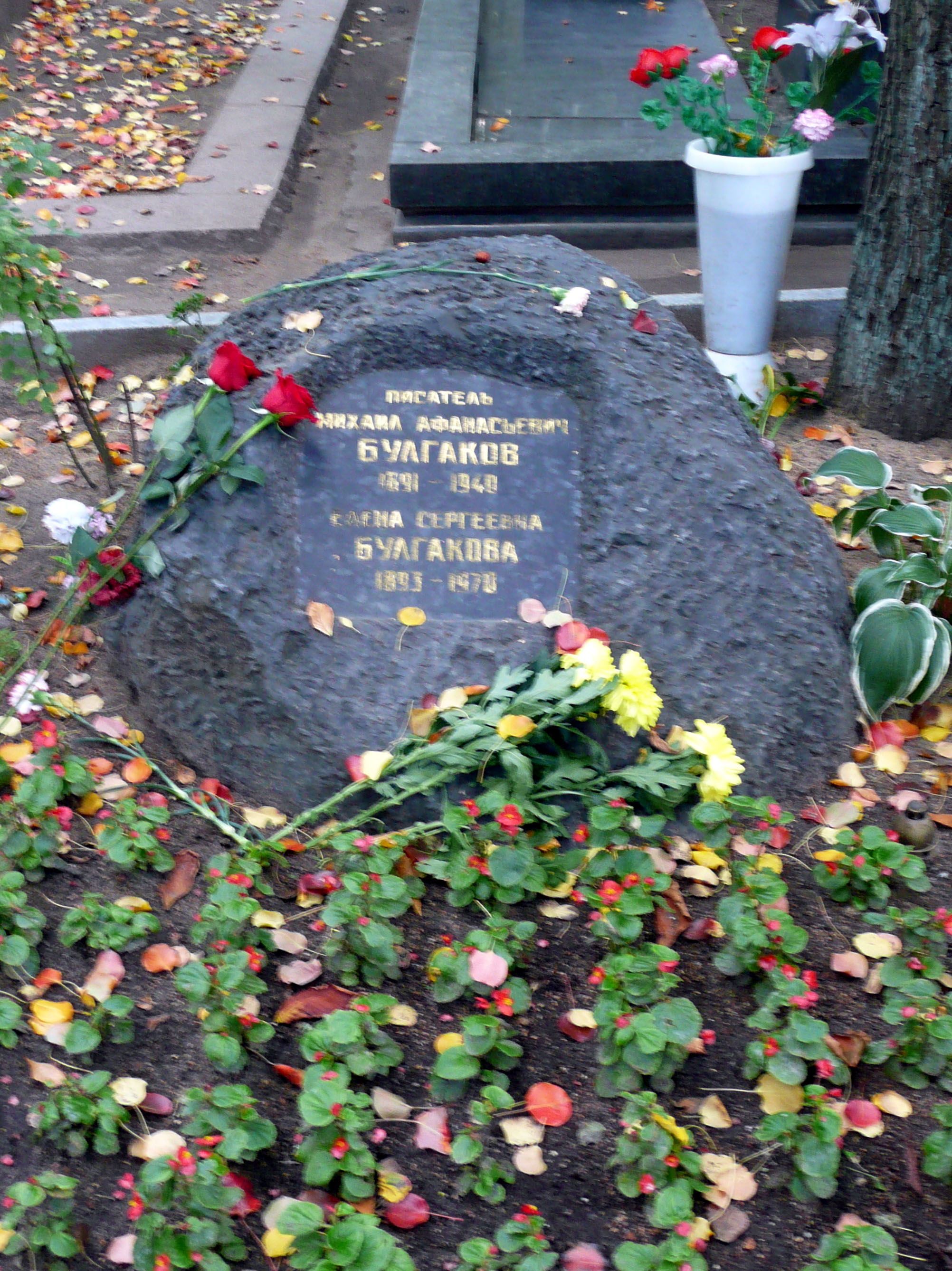
Mihail Bulgakov és felesége sírja Moszkvában

### Drámák
- A Turbin család napjai (Дни Турбиных, 1925), A fehér gárda regényből átdolgozva színdarabbá
- Zojka lakása (Зойкина квартира, 1925)
- Menekülés (Бег, 1926–1928)
- Bíborsziget (Багровый остров, 1927)
- Ádám és Éva (Адам и Ева, 1931)
- Képmutatók cselszövése (Molière) (Kабала cвятoш / Мольер / Жизнь господина де Мольера, 1936)
- Boldogság (Блаженcтвo, 1933–1934)
- Iván, a rettentő (Иван Васильевич, 1936)
- Don Quijote (Дон Кихот, 1939)
- Batum (Батум, 1939)
- Puskin utolsó napjai (Последние дни / Александр Пушкин, 1940)

### Egyéb
- Glière: Ráhel (Глиэр: Рашель, 1939), librettó
- Főváros a jegyzetfüzetben
- Kijev városa (Киев-Город 1923), karcolat
- Egy színdarab hátán Tifliszbe
- 06. sorozat 0660248. szám
- Krími utazások (Путешествие по Крыму, 1925), esszé
- A kalauz és az uralkodócsalád tagjai
- Ronda alak
- „Hogy jött a május...” (Был май…), karcolat
- Spiritiszta szeánsz
- A művelődés hete
- Az élet kelyhe
- A pálinkatenger
- Az arcátlanság három példája
- A láthatatlan csizma
- Szahara
- Az alkoholizmus hasznáról
- A beszélő kutya
- Hogyan bolondult meg az iskolaigazgató?
- Egy hulla kalandjai
- Vélemény a feleség elagyabugyálásáról
- Mademoiselle Zsanna
- A bolygó hollandi
- Ivan, a fürdősnő
- Az egyiptomi múmia
- „Az élet vize”
- Petya-rádió

## Művei magyarul

### 1989-ig
- Menekülés. Színmű; ford. Hernádi László; Színháztudományi Intézet, Budapest, 1964 (Világszínház)
- Turbinék napjai; ford. Gál Zsuzsa; Színháztudományi Intézet, Budapest, 1964 (Világszínház)
- A fehér gárda / Színházi regény; ford. Grigássy Éva, Szőllősy Klára, utószó E. Fehér Pál; Európa, Budapest, 1968, 1972; Feledy Gyula illusztrációival: 1977, ISBN 963 07 1064 1
- A Mester és Margarita; ford. Szőllősy Klára; Európa, Budapest, 1969, 1970, 1971, 1972, 1975, 1978, 1981, 1984, 1991, 1993, 1998, 1999, 2001, 2003, 2004, 2005, 2006, 2008, 2009, 2010, 2011, 2012, 2017
- Drámák; ford. Elbert János, Rab Zsuzsa, Karig Sára, Hernádi László, Szöllősy Klára; utószó Elbert János: A drámaíró Bulgakov; Európa, Budapest, 1971, 1985
  - A Turbin család napjai
  - Menekülés
  - Képmutatók cselszövése
  - Puskin utolsó napjai
  - Boldogság
  - Iván, a Rettentő
- Molière úr élete; ford. Karig Sára; Gondolat, Budapest, 1974, ISBN 9632800222
- A Mester és Margarita; ford. Szőllősy Klára, utószó E. Fehér Pál; Európa, Budapest, 1978 (A világirodalom remekei)
- Bíborsziget; ford. Elbert János; Szigligeti Színház–Verseghy Ferenc Megyei Könyvtár, Szolnok, 1981 (A Szolnoki Szigligeti Színház műhelye, 1980–81, rend. Babarczy László)
- Képmutatók cselszövése; ford. Karig Sára, utószó H. Szabó Gyula; Kriterion, Bukarest, 1981
- Morfium. Elbeszélések, tárcák, karcolatok; szerk. Katona Erzsébet; vál. Haller László, ford. Elbert János, Haller János, Harsányi Éva, Kántor Péter, Karig Sára et al.; Európa, Budapest, 1981 (Európa zsebkönyvek), ISBN 963 07 2323 9
- A Mester és Margarita. Színmű két részben; Szőllősy Klára ford. nyomán színpadra alkalmazta Babarczy László, közrem. dalszövegek Várady Szabolcs; in: Színház, 1984/okt.
- Kutyaszív; [ford. Hetényi Zsuzsa]; Katalizátor Iroda, Budapest, 1986 (szamizdat)
- Színházi regény; ford. Szőllősy Klára; Európa, Budapest, 1986, ISBN 9630740664
- Kutyaszív. Kisregények / Ördögösdi / Végzetes tojások / Kutyaszív; ford. Hetényi Zsuzsa, B. Fazekas László, Karig Sára; Európa, Budapest, 1988 (Európa zsebkönyvek), ISBN 9630746344
- Három dráma (Zojka lakása / Bíbor sziget / Ádám és Éva); ford. Elbert János, Enyedy György, Király Zsuzsa; Európa, Budapest, 1989 (Drámák), ISBN 963074757X
- Kakasmintás törülköző. Elbeszélések, kisregények / Kakasmintás törölköző / Hóvihar / Acéltorok / Egyiptomi sötétség / Morfium / Tűzkeresztség szülészetből / Az elveszett szem / Foltmiriád / Én öltem / Ördögösdi / Végzetes tojások; szerk: H. Szabó Gyula, ford. Elbert János et al.; Kriterion, Bukarest, 1989, ISBN 9732601094

### 1990–
- Batumi. Színmű négy felvonásban; ford. Király Zsuzsa, versford. Nyilasy Balázs, előszó Kiss Ilona; in: Színház, 1990/márc.
- Guruló lakótér; ford. Enyedy György, Radványi Ervin, Viski L. László, szerk. Kiss Ilona, Haller László, utószó Kiss Ilona; Európa–Kárpáti, Budapest–Uzshorod, 1990, ISBN 9630750430 ISBN 5775703952
- Molière úr élete; ford. Karig Sára; Tulipán–Holló és Társa, Kaposvár; 1992, ISBN 9637953175
- A Mester és Margarita. Regény; ford. Szőllősy Klára, jegyz. Enyedy György; Európa, Budapest, 1993 (Európa diákkönyvtár)
- Kutyaszív és egyéb kisregények (Ördögösdi / Végzetes tojások / Kutyaszív); ford. B. Fazekas László, Karig Sára, Hetényi Zsuzsa; General Press, Budapest, 2004, ISBN 9789639598034
- Sárba taposva. Naplók, levelek, 1917–1940; összeáll., ford. Kiss Ilona; Magvető, Budapest, 2004, ISBN 963142331X
- A Mester és Margarita; ford. Szőllősy Klára; Nemzeti Színház, Budapest, 2005 (Nemzeti Színház színműtár), ISBN 963868691X
- Acéltorok. Elbeszélések, tárcák, karcolatok; ford. Elbert János et al., szerk., jegyz., utószó Szőke Katalin; Európa, Budapest, 2007, ISBN 963 07 8234 0
- Menekülés. Színművek; ford. Elbert János et al., szerk., utószó Szőke Katalin; Európa, Budapest, 2009, ISBN 9789630786034
  - A Turbin család napjai
  - Zojka lakása
  - Menekülés
  - Képmutatók cselszövése
  - Ádám és Éva
  - Boldogság
  - Iván, a Rettentő
  - Puskin utolsó napjai
  - Batum
- A Mester és Margarita. Regény; ford. Szőllősy Klára, jegyz., utószó Kiss Ilona; Európa, Budapest, 2009
- Színházi regény; ford. Szőllősy Klára; Kossuth, Budapest, 2017 (Életreszóló olvasmányok), ISBN 9789630987257
- Egy fiatal orvos feljegyzései; ford. Kiss Ilona; Magvető, Budapest, 2019

### Hangoskönyvek
- A Mester és Margarita; ford. Szőllősy Klára, felolv. Szilágyi Tibor; Titis Tanácsadó Kft., Budapest, 2010, ISBN 9789638809988
- Kakasmintás törülköző. Válogatott novellák és kisregények (Kakasmintás törölköző / Hóvihar / Én öltem / Morfium / Ördögösdi); felolv. Tarján Péter; Plan Zero Kft., Budapest, 2018

### Egyéb
- Kocsák Tibor–Bródy János: Képmutatók muzikomédia; Mihail Bulgakov nyomán; GrundRecords, Budapest, 2024

## Fordítás
- Ez a szócikk részben vagy egészben  a   Michail Afanasjewitsch Bulgakow című német Wikipédia-szócikk fordításán alapul.  Az eredeti cikk szerkesztőit annak laptörténete sorolja fel. Ez a jelzés csupán a megfogalmazás eredetét és a szerzői jogokat jelzi, nem szolgál a cikkben szereplő információk forrásmegjelöléseként.